# Dr.-Heinz-Cüppers-Preis
Der Dr.-Heinz-Cüppers-Preis wird zu Ehren des Archäologen Heinz Cüppers seit 2005 vom Rheinischen Landesmuseum Trier und dem Fördererkreis des Museums ausgeschrieben. Der Preis wurde erstmals 2006 verliehen.
Die Ausschreibung erfolgt im Abstand von zwei bis drei Jahren. Der Preis ist mit 2.000 Euro dotiert. Er soll Nachwuchswissenschaftler auszeichnen, die eine herausragende Arbeit zur Erforschung von Archäologie, Geschichte oder Kunst der Stadt Trier oder des Trierer Landes vorgelegt haben. Ein Sonderpreis ist mit 1.000 Euro dotiert.

## Preisträger
- 2006
  - Peter Henrich: Die römische Besiedlung in der westlichen Vulkaneifel. ISBN 978-3-923319-64-0.
  - Sonderpreis: Nicole Reifarth: Die spätantiken Sarkophagbestattungen aus St. Maximin in Trier.
- 2008
  - Dorothea Hübner: Römische Fingerringe im Rheinischen Landesmuseum Trier.
  - Sonderpreis: Daniel Bauerfeld: Die „Bohnenzehntkarten“ von Jean Antoine in der Stadtbibliothek Trier als historisch-topographische Quelle zur Trierer Stadtgeschichte.
- 2011
  - Jens Fachbach: Johann Georg Judas 'Chur. Trierischer Baw-Meisder' (um 1655–1726): Zur Architektur eines geistlichen Kurfürstentums an Rhein und Mosel im späten 17. und frühen 18. Jahrhundert. Gedruckt Regensburg 2013, ISBN 978-3-7954-2685-9
- 2014
  - Eszter Harsányi: Die Trierer schwarz engobierte Ware und ihre Imitationen in Noricum und Pannonien. ISBN 978-3-902666-30-7.
  - Sonderpreis: Mathias Probst: Das Paläolithikum der Magdalenahöhle bei Gerolstein.
- 2017
  - Bettina Kolbe: Die spätrömischen Gürtelbestandteile des 4. Jahrhunderts n. Chr. aus dem Trierer Stadtgebiet.
  - Sonderpreis: Alexander Hilpert: Archäologie im Grenzraum Saar-Lor-Lux: Altertumsforschung, Vernetzung und Identitätskonstruktion in den regionalen Geschichtsvereinen des 19. Jahrhunderts. Gedruckt 2017, ISBN 978-3-89890-197-0